# Cormac
Cormac är i den keltiska mytologin på Irland kung av Connaught, sonson till Conn.
Jämfört med sin farfar är Cormac mer tydlig i konturerna. Trots mystiken kring deras tronsäte Tara, framgår att han ägde en gyllene bägare som kunde skilja sanning från lögn och som förmodligen är förebilden för den heliga Gral.